# Xolelwa Nhlabatsi
Xolelwa "Ollie" Nhlabatsi es un director y productor de cine suazi. 

## Biografía
Nhlabatsi nació en Mbabane, Suazilandia y tiene una hermana gemela. Su familia se mudó a Washington D. C. cuando tenía tres años y posteriormente a Ottawa a los ocho. Cuando era adolescente, se mudó con su familia a Johannesburgo. Obtuvo una licenciatura en cine y televisión de la Universidad de Witwatersrand. Después de graduarse, fue asistente de postproducción en Clive Morris & Bonngoe Productions. Encontró trabajo en la BBC como coordinador de producción y luego fundó su propia compañía de producción, Blackweather.  Dirigió una película para televisión, Ke'Jive, para el canal Mzansi Magic. 
En 2015, dirigió la comedia negra Lost in the World. Se centra en una oficial de policía, interpretada por Honey Makwakwa, cuya vida se trastorna cuando su novia es violada y asesinada, y su lucha por encontrar a los perpetradores. Nhlabatsi se inspiró en la canción de Kanye West " Lost in the World " de su álbum My Beautiful Dark Twisted Fantasy. Basó su personaje principal, Whitney, en la interpretación de Helen Mirren como Jane Tennison en la serie de televisión Prime Suspect. La película se proyectó en el Festival de Cortometrajes Independiente de Mzansi y en el Festival Internacional de Cine LGBTQ de Thessaloniki, y fue nominado al Premio Baobab al Mejor Cortometraje en Film Africa en Londres. Originalmente, trataba sobre una pareja heterosexual, pero Nhlabatsi sintió que no tenía mucho significado. Mientras escribía el guion de la película, ayudó a varios periodistas extranjeros que estaban investigando la violación correctiva o la violación de una lesbiana para convertirlas en heterosexuales.
En 2019, produjo la película de ciencia ficción Into Infinity, que aborda el tema de la vida después de la muerte, a través de los esfuerzos de la estudiante Katherine “Kit” Makena para demostrar su existencia. "Somos idealistas. Queremos mostrar las historias y luchas únicas locales ", dijo Nhlabatsi.

## Filmografía
- 2012: Ke’Jive
- 2015: Lost in the World
- 2016: New Queer Visions: Lust in Translation
- 2019: Into Infinity (productor y actor)